# Aspley Heath
Aspley Heath – wieś w Anglii, w hrabstwie ceremonialnym Bedfordshire, w dystrykcie (unitary authority) Central Bedfordshire. Leży 20 km na południowy zachód od centrum miasta Bedford i 66 km na północny zachód od centrum Londynu.